# چین (زمین‌شناسی)

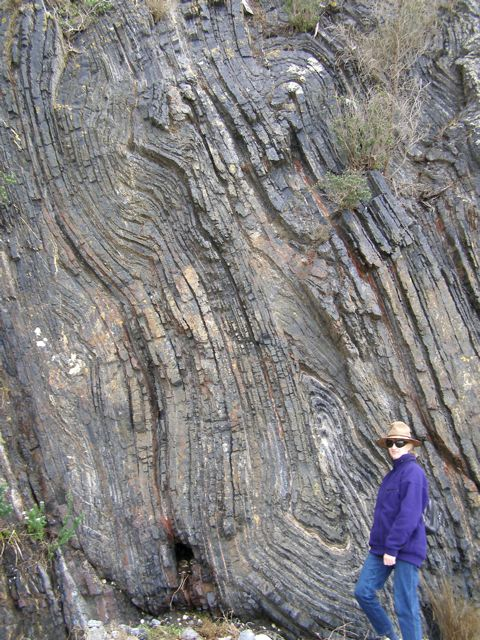
چین‌های به هم فشرده (استرالیا)

چین در زمین‌شناسی خمیدگی در طبقات سنگ است که به علت حرکات پوسته زمین ایجاد می‌گردد. اگر میزان فشار وارده به لایه‌های رسوبی کم باشد، لایه‌های رسوبی به صورت قوس‌ها (کمان‌ها) و افتادگی‌هایی در می‌آید که به آن‌ها تاقدیس و ناودیس می‌گویند. در صورتی که فشارهای وارده زیاد باشد، قسمت بالایی چین خمیده می‌شود. با بروز چین‌خوردگی عملیات فرسایشی نیز آغاز شده و برخی قسمت‌های آن را فرسایش می‌دهد.
هر چین در لایه‌های رسوبی بهتر نمایان می‌گردد. هر لایه به صورت یک صفحه با ضخامتی از چند میلی‌متر تا چندمتر مشخص بوده‌است. سطح بالایی و پایینی هر لایه با صفحات دیگر به صورت یک خط که نمایان‌گر تغییر دو سطح رسوب‌گذاری است مشخص می‌گردد و به نام میمژقف و کف آن لایه است.